# Алні
Алні (від ал(юміній) і ні(кель))  — магнітно-тверді сплави на основі системи залізо — нікель — алюміній. Відрізняються високими магнітними властивостями (залишкова магнітна індукція, коерцитивна сила і магнітна енергія). Використовується у виробництві постійних магнітів.